# Bryan Perro
Œuvres principales
- Série Amos Daragon
- Série Wariwulf

Bryan Perro, né le 11 juin 1968 à Shawinigan au Québec, est un écrivain, un éditeur et un libraire québécois, spécialisé dans la littérature d'enfance et de jeunesse.

## Biographie
Bryan Perro fait ses études collégiales en sciences humaines au Cégep de Shawinigan en 1988, puis il obtient un baccalauréat en enseignement du théâtre de l’Université du Québec à Montréal en 1992, assorti d’un complément de formation en arts plastiques. Il termine en 2003 une maîtrise en études québécoises à l’Université du Québec à Trois-Rivières où il étudie très sérieusement le loup-garou dans la tradition orale du Québec, ce qui fait de lui l’unique lougarologue canadien. Écrivain, conteur, comédien et metteur en scène, notamment pour le Théâtre de la bécane, il enseigne le théâtre au Collège Shawinigan de 1994 à 2003. Titulaire d’une chronique dans le mensuel culturel Le Sorteux de 1998 à 2002, il collabore au quotidien Le Nouvelliste de 2005 à 2011. 
Auteur de plusieurs pièces de théâtre, il lance en 2003 les premiers tomes de sa série jeunesse Amos Daragon qui deviendra l’une des séries les plus vendues avec 1 700 000 de titres écoulés dans la francophonie canadienne. Traduit dans vingt-deux langues et présent dans vingt-six pays, Bryan Perro demeure à ce jour l’un des auteurs québécois les plus lus autour du globe. 
Il remporte le Prix jeunesse de science-fiction et de fantastique québécois en 2006 pour le tome 8 de la série Amos Daragon, La Cité de Pégase, puis il conçoit en 2007 un grand spectacle pour tous, Éclyps, présenté à la Cité de l’Énergie pendant la saison estivale. Viendront ensuite les mégas-spectacles sur Amos Daragon et Dragao toujours à la Cité de l’Énergie. On le croise en 2012 sur la scène de la maison symphonique où, appuyé par le maestro Kent Nagano et l’orchestre symphonique de Montréal, il présente un de ses contes. 
Concepteur et animateur de sa propre émission de télévision sur les ondes de Radio-Canada, il explore de 2011 à 2013 la mythologie et l’imaginaire populaire du Québec. Il ouvre la saison du TNM en septembre 2015 avec une adaptation théâtrale de Moby Dick dans une mise en scène de Dominic Champagne.
À ce jour, Bryan Perro a travaillé comme scénariste télé pour Zone 3 (Nuit de peur) et prépare les nouvelles aventures d’Amos Daragon, en dessins animés, qui seront lancés en septembre 2019 sur les ondes de Radio-Canada. 
Nommé directeur général et artistique de Culture Shawinigan en 2015, il quitte ses fonctions en 2023 à la suite de problèmes financiers au sein de l'organisme. Il est fait Chevalier de l’Ordre de la Pléiade par l’Ordre international de la Francophonie. 
La série Amos Daragon sera disponible en Chine en 2018, ce qui fait de l'auteur le seul Québécois vivant traduit dans l'Empire du milieu. 
Bryan Perro est également éditeur (Perro Éditeur) depuis 2011 et libraire (Perro libraire) depuis 2013. Sa passion pour le hockey lui a fait joindre en 2014 le groupe des actionnaires des Cataractes de Shawinigan, une équipe de la ligue junior majeure du Québec.

## Œuvres

### Littérature d'enfance et de jeunesse

#### SérieAmos Daragon
- Porteur de masques, 2003
- La Clé de Braha, 2003
- Le Crépuscule des dieux, 2003
- La Malédiction de Freyja, 2003
- La Tour d'El-Bab, 2003
- La Colère d'Enki, 2004
- Voyage aux Enfers, 2004
- La Cité de Pégase, 2005
- La Toison d'or, 2005
- La Grande Croisade, 2005
- Le Masque de l'Éther, 2006
- La Fin des dieux, 2006
- Le Sanctuaire des Braves, 2011
- Le Sanctuaire des Braves 2, 2012
- Le Sanctuaire des Braves 3, 2012

##### Autres publications liées à la sérieAmos Daragon
- Al-Qatrum, les territoires de l'ombre, 2004, hors-série
- Le Guide du porteur de masque, 2008, hors-série
- Porteur de masques, 2005, manga
- La Clé de Braha, 2006, manga
- Le Crépuscule des dieux, 2007, manga
- Amos Daragon, porteur de masques, 2016, bandes dessinées

#### SérieWariwulf
- Le Premier des Râjâ, 2008
- Les Enfants de Börte Tchinö, 2009
- Les Hyrcanoï, 2010
- Lupus-1, 2014

#### SérieCréatures fantastiques du Québec
- Créatures fantastiques du Québec, 2007
- Créatures fantastiques du Québec 2, 2009
- Créatures fantastiques, le diable, 2014

#### Autres publications
- Victor IV pigeon voyageur, Perro Éditeur, 2014
- En mer, Éditions de la Bagnole, 2015, conte
- Antarctique solo, Perro Éditeur, 2015
- Haute mer, Les Malins, 2017

### Ouvrages pour adultes
- Marmotte (1998)
- Mon frère de la planète des fruits (2001)
- Pourquoi j'ai tué mon père (2002)
- La bête du Gévaudan (2023)

### MagazineLa Semaine
- Eywin Thomas Exorciste 2008

### MagazineLes Débrouillards
- La Grande Illusion 2008
- La Grande Illusion Tome 2 2010

### Pièces de théâtre
- Horresco Referens (1995)
- Fortia nominat Louis Cyr, l'homme le plus fort du monde (1997)
- Contes cornus, légendes fourchues (1997)
- Eclyps (2007 - 2010)
- Amos Daragon, la première aventure (2011 à 2014)
- Dragao, une aventure d'Amos Daragon (2015 à 2017)
- Les Fantastix (2015)
- Moby Dick, présenté au TNM, (2015)
- Antarctique solo, Maison de la culture Francis-Brisson, été 2017-18

De 1993 à 1996, il a également mis en scène plusieurs pièces de théâtre avec la troupe du Théâtre de la Bécane.

## Interprétation
Bryan Perro incarnait « Le Temps » dans le spectacle multidisciplinaire à grand déploiement Kosmogonia à la Cité de l'Énergie de Shawinigan.
En décembre 2012, il monte sur la scène de l'OSM pour y livrer un de ses contes de Noël, un spectacle dirigé par le maestro Kent Nagano.
Il est animateur et scénariste de la série télévisuelle Créatures Fantastiques présentée en 2012-2013 sur les ondes de Radio-Canada.

## Jeu vidéo
Bryan Perro a coécrit le jeu vidéo Sang-Froid : un conte de loups-garous disponible depuis 2013 sur les plateformes Steam et GoG. Ce jeu de stratégie PC, basé sur les légendes québécoises, se situe en 1858 et raconte l'histoire des frères O'Carroll qui doivent repousser les attaques incessantes de loups-garous, windigos et feux follets en plaçant des embuscades dans la forêt.

## Honneurs
- 2004 - Auteur Coup de cœur, jeunesse, Salon du livre de l'Outaouais[1]
- 2004 - Auteur Coup de cœur, jeunesse, Salon du livre de Trois-Rivières[1]
- 2005 - Palmarès Communication-Jeunesse des livres préférés des jeunes[8]
- 2006 - Prix Personnalité des Salons du livre[9]
- 2006 - Prix Jeunesse de science-fiction et de fantastique québécois[10]
- 2015 - Chevalier de l'Ordre de la Pléiade